# Broby församling
För andra betydelser, se Broby församling (olika betydelser).
Broby församling var en församling i Skara stift och i Götene kommun. Församlingen uppgick 2002 i Källby församling.

## Administrativ historik
Församlingen har medeltida ursprung.
Församlingen var till 2002 annexförsamling i pastoratet Källby, Broby, Skeby och Hangelösa. Församlingen uppgick 2002 i Källby församling.

## Kyrkor
- Broby kapell